# Schlussfeststellung
Die Flurbereinigungsbehörde schließt ein Flurbereinigungsverfahren durch die Feststellung (Schlussfeststellung) ab, dass die Ausführung nach dem Flurbereinigungsplan bewirkt ist und dass den Beteiligten keine Ansprüche mehr zustehen. Es wird weiterhin festgestellt, ob die Aufgaben der Teilnehmergemeinschaft abgeschlossen sind, oder die Teilnehmergemeinschaft als Körperschaft des öffentlichen Rechts bestehen bleibt. Mit Zustellung an die Teilnehmergemeinschaft ist das Flurbereinigungsverfahren beendet und die Teilnehmergemeinschaft erlischt, wenn ihre Aufgaben für abgeschlossen erklärt worden sind.
In Österreich kann bei Bauvorhaben eine Schlussfeststellung zwischen den Vertragspartnern vereinbart werden (siehe hierzu ÖNORM 2110).